# Vũ Quốc Thúc

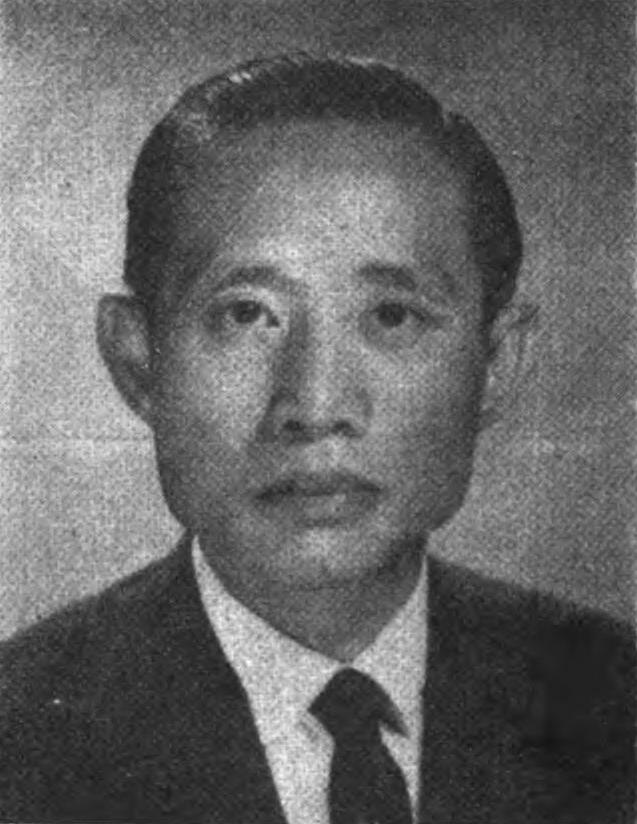
Chân dung Vũ Quốc Thúc

Vũ Quốc Thúc (1920 – 2021) là giáo sư, nhà kinh tế học và chính khách Việt Nam Cộng hòa. Ông được xem là người góp phần quan trọng trong việc đào tạo môn kinh tế học tại trường Đại học Luật khoa và Trường Hành chính Quốc gia Việt Nam Cộng hòa, đồng tác giả của "Kế hoạch Lilienthal – Vũ Quốc Thúc" - Kế hoạch phát triển kinh tế miền Nam Việt Nam 10 năm sau chiến tranh của Mỹ và Việt Nam cộng hòa. Ông cũng từng có thời gian giữ chức Thống đốc Ngân hàng Quốc gia Việt Nam (1955–1956).

## Thân thế và sự nghiệp
Ông sinh ngày 5 tháng 8 năm 1920 tại Nam Định, Bắc Kỳ, Liên bang Đông Dương. Ông từng theo học Trường Cao đẳng Luật học (École Supérieure de Droit) tại Hà Nội và tốt nghiệp tại đây năm 1942.
Ông là bào đệ của GS Vũ Quốc Thông, nguyên Viện trưởng Học viện Quốc gia Hành chánh ở Sài Gòn (1955–1964).
Vũ Quốc Thúc có một thời kỳ tham gia trong chính quyền Quốc gia Việt Nam và sau đó là Việt Nam Cộng hòa từng giữ nhiều chức vụ quan trọng trong các chánh phủ Quốc gia từ thập niên 50 đến 1975, như là Bộ trưởng Giáo dục thời Chính phủ Bửu Lộc (1953–1954), Thống Đốc Ngân hàng Quốc gia, Cố vấn cho Tổng thống Ngô Đình Diệm, Khoa trưởng Đại học Luật khoa Sài Gòn, Quốc vụ khanh Đặc trách Tái thiết Hậu chiến thời Đệ Nhị Cộng hòa khi Tổng thống Nguyễn Văn Thiệu chấp chính đến cuối năm 1971, và là đồng tác giả của các phúc trình nổi tiếng như Phúc Trình Staley – Vũ Quốc Thúc (1961), Phúc Trình Lilienthal – Vũ Quốc Thúc (1968) về kế hoạch tái thiết kinh tế hậu chiến tại Miền Nam.
Nhờ sự can thiệp mạnh mẽ của Thủ tướng Pháp Raymond Barre là người bạn cùng dự thi văn bằng Thạc sĩ khóa năm 1950 với ông, nên giáo sư Thúc đã được qua định cư tại Pháp năm 1978, ngụ tại Nanterre, và được bổ nhiệm làm giáo sư dậy môn kinh tế tại Đại học Paris, (Đại học Paris Nanterre), Paris-X. kể từ năm 1978 cho đến ngày nghỉ hưu vào năm 1988.
Ngày 12 tháng 4 năm 2012, ông làm lễ rửa tội, cải đạo Công giáo, với tên thánh Gioan Phaolô.
Ông qua đời tại Paris, Pháp ngày 22 tháng 11 năm 2021.

## Kế hoạch Lilienthal – Vũ Quốc Thúc
Từ năm 1965, chiến tranh cục bộ đã đặt ra yêu cầu nghiên cứu một kế hoạch cho thời kỳ mà cả phía Mỹ và Việt Nam cộng hòa đều nghĩ là chiến tranh sẽ kết thúc với sự chiến thắng của quân đội Mỹ. Vũ Quốc Thúc là trưởng phái đoàn phía Việt Nam trong cuộc soạn thảo ra bản Kế hoạch Kinh tế hậu chiến. Vào thời đó, đó là công trình kinh tế học nổi tiếng nhất của ông, cả ở miền Nam lẫn ở Mỹ.
Thời kì sau Đệ Nhất Cộng hòa Việt Nam sụp đổ cho tới khi Mỹ trực tiếp tham chiến (1963–1965) là giai đoạn xáo trộn, gần như không có chính phủ, không có chủ trương đường lối rõ ràng. Các chính phủ thay đổi liên tiếp… Tướng Maxwell D. Taylor làm Tổng chỉ huy quân đội kiêm Đại sứ Mỹ tại Việt Nam Cộng hòa ông này rất lưu ý tới việc phát triển kinh tế của miền Nam, coi đó là một điều kiện tối quan trọng đảm bảo cho chiến thắng về quân sự. Chính phủ Mỹ đã cử một chuyên gia kinh tế là David E. Lilienthal (bạn thân của tổng thống Mỹ lúc đó) sang phối hợp với chính phủ Việt Nam cộng hòa để khởi thảo Kế hoạch kinh tế hậu chiến Vũ Quốc Thúc là đồng tác giả. Đến khoảng năm 1969 thì công trình này ra đời. Nhưng nó chưa được thực thi thì tình hình đã mau chóng biến đổi hoàn toàn khác với những dữ liệu trong bản kế hoạch.
Theo GS Vũ Quốc Thúc, nội dung của Kế hoạch kinh tế hậu chiến là đẩy mạnh khai hoang và làm thủy lợi kết hợp với điện khí hóa ở đồng bằng sông Cửu Long. Mục đích cuối cùng của kế hoạch này không phải là kinh tế, mà là chính trị: theo Lilienthal, đụng đến vùng đồng bằng này là đụng đến Mặt trận giải phóng. Vì những lợi ích kinh tế, có thể là cả nông dân và chính quyền vùng giải phóng sẽ sẵn sàng tham gia vào kế hoạch này. Sự dính líu đó có thể làm suy yếu mối quan hệ giữa Miền Bắc với chính phủ Mặt trận Giải phóng miền Nam Việt Nam. Nhưng kế hoạch này chưa được thực thi thì đã bùng nổ cuộc Tổng công kích Tết Mậu Thân. Mặt khác, vì kế hoạch này chỉ tính đến miền Nam, không tính đến Campuchia là thượng nguồn của sông Mê Kông, nên bị Campuchia phản đối. Nội công ngoại kích, kế hoạch Lilienthal-Vũ Quốc Thúc bị thất bại. Song kế hoạch này đã được Bộ Ngoại thương của Việt Nam Dân chủ Cộng hòa in làm sách tham khảo với tên gọi "Kế hoạch phát triển kinh tế miền Nam Việt Nam 10 năm sau chiến tranh của Mỹ-nguỵ" xuất bản tại Hà Nội năm 1971 (375 trang). Và sau này được Đặng Phong tham khảo trong việc đề ra chiến lược phát triển kinh tế cho Việt Nam.

## Câu nói
Trong một buổi nói chuyện vào năm 1975, ông thổ lộ là mình bất lực do sự khống chế của Mỹ: 
| “ | Tôi đã có nhiều lần có ý định dành một ít ngoại tệ cho quốc gia để sử dụng vào lúc hữu sự. Nhưng điều này không thể giấu được con mắt của người Mỹ, nhập bao nhiêu, xuất bao nhiêu, bán những gì họ đều nắm và quyết định. Khi họ thấy quỹ ngoại tệ đầy lên một chút thì việc nhập khẩu xăng dầu họ bắt phải trả bằng ngoại tệ sở hữu, không viện trợ nữa, do đó có để giành cũng vô ích, vì cuối cùng để giành lại phải chi tiêu, viện trợ bị cắt giảm. Chính cách xử sự đó của người Mỹ đã đẩy các nhà quản lý ở miền Nam Việt Nam vào xu hướng ỷ lại. Tự lực tự cường không nổi, vì nếu tự lực tự cường thì viện trợ Mỹ cắt giảm, có khi thiệt hại hơn là không tự lực, tự cường | ” |

## Tác phẩm
- Kinh tế công xã Việt Nam', viết bằng tiếng Pháp (L’économie communaliste du Vietnam. Ed.Presse Universitaire, Hanoi, 1951). Đây là tác phẩm đầu tiên của người Việt Nam nghiên cứu một cách có hệ thống về kinh tế xã thôn.[1]
- Thời đại của tôi (hồi ký) gồm 2 cuốn, Cuốn I dài 400 trang với phụ đề “Nhìn Lại 100 Năm Lịch Sử” viết về những nét chính yếu trong sinh hoạt chính trị xã hội của Việt nam trong thế kỷ XX. Cuốn II dài 700 trang với phụ đề “Đời Tôi Trải Qua Các Thời Biến” viết chi tiết về cuộc đời của tác giả. Có thể coi cuốn II này mới là phần chính của bộ Hồi ký.[4]
- Lilienthal, D.E. & Vu, Quoc Thuc. The Postwar Development of the Republic of Vietnam: Policies and Programs. New York: Praeger, 1970.